# Хемседал
Хемседал (норв. Hemsedal) — коммуна в губернии Бускеруд в Норвегии. Административный центр коммуны — город Трёим. Официальный язык коммуны — нюнорск. Население коммуны на 2007 год составляло 1968 чел. Площадь коммуны Хемседал — 753,46 км², код-идентификатор — 0618.
На горнолыжных трассах в окрестностях Хемседала проходили чемпионатов мира по горнолыжному спорту среди юниоров 1987 и 1991 годов.

## История населения коммуны
Население коммуны за последние 60 лет.

Статистика коммуны Хемседал